# Походження родини, приватної власності та держави
«Походження родини, приватної власності та держави» (нім. Der Ursprung der Familie, des Privateigenthums und des Staats; варіант перекладу українською мовою — Початок родини, приватної власности і держави) — твір німецького мислителя Фрідріха Енгельса (1820–1895) з основних проблем первісної історії, еволюції родинно-шлюбних відносин, аналізу процесів розкладання родового суспільства, становлення приватної власності, суспільних класів і держави.

## Історія написання
Енгельс написав книгу навесні 1884 року. При написанні спирався на праці американського етнографа й історика первісних суспільств Люїса Морґана (1818—1881), в першу чергу на його книгу «Стародавнє суспільство, або Дослідження напрямків людського розвитку від дикого стану до варварства й далі до цивілізації» (англ. Ancient society: or, Researches in the Lines of Human Progress from Savagery through Barbarism to Civilization). Звідси підзаголовок Енгельсової книжки: «На підставі дослідів Л. Г. Морґана» (нім. Im Anschluss an Lewis H. Morgan's Forschungen).
При підготовці 4-го видання (у 1890—91) Енгельс вніс у свою книгу значні зміни та доповнення (особливо в главу про сім'ю), а також написав нове передмову під назвою «До історії первісної сім'ї (Бахофен, Мак-Леннан, Морґан)». У цій передмові Енгельс дав нарис розвитку поглядів на сім'ю, починаючи з швейцарського етнографа й історика Йоганна Якоба Бахофена (1815—1887) і закінчуючи Л.Морґаном.

## Зміст твору
У 1-му розділі «Передісторичні ступені культури» Енгельс не просто виклав запропоновану Морґаном періодизацію первісної історії, але, як він сам висловився, «узагальнюючи» її, виділив два основних етапи розвитку докласового суспільства: період переважного присвоєння готових
продуктів природи, коли штучно створені людиною продукти служать переважно допоміжними знаряддями такого присвоєння, і період запровадження скотарства та землеробства, період оволодіння методами збільшення виробництва продуктів природи за допомогою людської діяльності.
Викладену у 2-й главі книги Морґанова схема розвитку шлюбу та родини було значно переглянуто з огляду на нові наукові дані. Аналізуючи питання про сім'ю, Енгельс, на відміну від Морґана, виходить далеко за рамки передісторичної родини, розглядає розвиток родинно-шлюбних відносин у класовому суспільстві, різко критикує буржуазну сім'ю.
У 3-й главі Енгельс розкриває значення для науки відкриття роду як основного осередку докласового суспільства і дає характеристику первісного родового «комунізму». До 3-ї глави примикає 4-та, присвячена грецькому роду.
Якщо у перших чотирьох розділах Енгельс спирається у першу чергу на матеріали й узагальнення, що містяться у Морґановому «Стародавньому суспільстві», то в наступних (5—9) главах використовує також матеріали інших вчених. Тут Енгельс дає аналіз процесів походження приватної власності, майнової нерівності, суспільних класів і держави. Викриваючи теорії буржуазних соціологів, Енгельс показує, що держава не існувала одвічно, а виникла тільки з появою приватної власності та пов'язаного з нею розколу суспільства на ворожі класи, причому виникла держава як знаряддя класи експлуататорів (панівного класу) для придушення класу пригноблених (підлеглого класу). Зі зникненням класів зникне неминуче й держава.

## Історія видання
Написану в березні—травні 1884 року, книгу було випущено в жовтні того ж року. З того часу неодноразово виходив різними мовами. Перший переклад українською мовою вийшов друком у Нью-Йорку 1919 як видання Української федерації Американської соціалістичної партії під назвою «Початок родини, приватної власности і держави».